# Кросцин
Кросцин (пол. Krościn) — село в Польщі, у гміні Бабошево Плонського повіту Мазовецького воєводства.
Населення — 157 осіб (2011).
У 1975—1998 роках село належало до Цехановського воєводства.

## Демографія
Демографічна структура станом на 31 березня 2011 року:
|          | Загалом | Допрацездатний вік | Працездатний вік | Постпрацездатний вік |
| -------- | ------- | ------------------ | ---------------- | -------------------- |
| Чоловіки | 81      | 19                 | 55               | 7                    |
| Жінки    | 76      | 19                 | 39               | 18                   |
| Разом    | 157     | 38                 | 94               | 25                   |